# SIC58 Squadra Corse
La SIC58 Squadra Corse è una squadra di motociclismo italiana che gareggia nel campionato Moto3 ed in MotoE.

## Storia

### Moto3 e Campionati nazionali

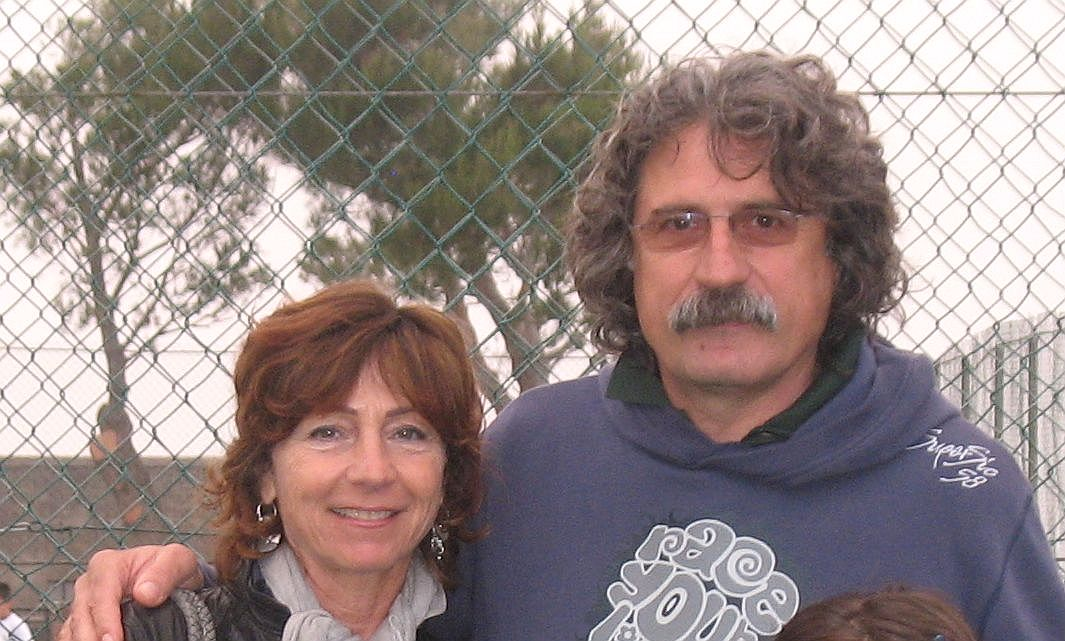
Paolo Simoncelli insieme alla moglie Rossella.

Il team è stato fondato nel 2013 per volontà di Paolo Simoncelli, in ricordo di suo figlio Marco, con l'obiettivo di lanciare giovani piloti nel mondo del motociclismo.
Dopo aver partecipato al campionato italiano e al campionato spagnolo, il team debutta nel 2017 in Moto3, con l'italiano Tony Arbolino e il giapponese Tatsuki Suzuki, al loro primo e terzo anno nella categoria, in sella alle Honda NSF250R. Arbolino concluderà un'annata deludente al 34º posto con soli 2 punti conquistati in Argentina mentre Suzuki arriva 14º con 71 punti conquistati e come risultato migliore un 4º posto nella sua gara di casa.
Per la stagione 2018 viene confermato il giapponese Suzuki mentre al posto di Tony Arbolino (approdato in Ongetta Rivacold Racing Team), ingaggiano l'esperto Niccolò Antonelli al sesto anno in Moto3.
Oltre al campionato Moto3 il team corre anche nel Pre Moto3 CIV e nel Moto3 Junior World Championship CEV. Nel CIV i due piloti Matteo Patacca e Devis Bergamini hanno concluso al terzo e settimo posto mentre nel campionato CEV Yari Montella e Mattia Casadei sono arrivati diciottesimo e trentaduesimo, per quanto concerne il motomondiale, la stagione si conclude al quinto posto in classifica Team con Suzuki e Antonelli che chiudono rispettivamente quattordicesimo e quindicesimo in classifica pur ottenendo lo stesso numero di punti. In occasione della gara inaugurale in Qatar, Antonelli ottiene la pole position. Nel 2019 il team conferma i piloti della stagione precedente, in occasione del Gran Premio di Jerez ottiene la sua prima doppietta nel Motomondiale. Una seconda vittoria arriva nel Gran Premio di Misano con Suzuki. A fine stagione i piloti si classificano settimo ed ottavo in classifica, la somma dei punti però permette al SIC58 di chiudere al secondo posto nella classifica a squadre, dietro solo al team Leopard Racing del campione Lorenzo Dalla Porta. Nel 2020, con gli stessi piloti della stagione precedente, il team si piazza al nono posto in classifica a squadre. L'unica vittoria stagionale la ottiene Suzuki nel Gran Premio di Andalusia. Nel 2021 al confermato Suzuki viene affiancato il francese Lorenzo Fellon che non ottiene punti. I risultati migliori sono le due pole position ottenute da Suzuki nei Gran Premi di Jerez e Mugello, la stagione si conclude al tredicesimo posto in classifica a squadre.
Per la stagione 2022 viene confermato il francese Lorenzo Fellon mentre al posto di Suzuki (approdato in Leopard Racing) ingaggiano Riccardo Rossi, al terzo anno in Moto3, che ottiene un giro veloce al Gran Premio d'Italia e un terzo posto nel  Gran Premio della Thailandia. L'annata si chiude all'undicesimo posto in classifica a squadre. Nel 2023 al confermato Rossi viene affiancato Kaito Toba che conquista l'unico podio al Gran Premio d'India; il campionato si conclude al settimo posto nella classifica a squadre. 
Nel 2024 la squadra romagnola cambia entrambi i piloti affidandosi ad una coppia tutta italiana composta da Filippo Farioli e dall esordiente Luca Lunetta. Il campionato si conclude all'ottavo posto nella classifica a squadre, con Lunetta che sale due volte sul podio e conclude dodicesimo.

### MotoE
Dal 2019 partecipa anche alla nuova classe MotoE, con Mattia Casadei. Il pilota italiano disputa una stagione regolare terminando quasi sempre in zona punti. Chiude la stagione inaugurale di questa categoria al decimo posto tra i piloti con 39 punti ottenuti ed un terzo posto in gara2 a Misano. Nel 2020 il confermato Casadei si piazza quinto in campionato conquistando due piazzamenti a podio. Nel 2021 inizia la terza stagione consecutiva con Casadei che è costretto a saltare il Gran Premio d'Austria per la positività al Covid. Il suo posto in squadra viene preso da Stefano Valtulini. La stagione si chiude con Casadei al sesto posto in classifica e capace di ottenere tre piazzamenti a podio; Valtulini ottiene un punto. Nel 2022 il team schiera Kevin Zannoni come pilota titolare. Zannoni disputa una stagione regolare andando a punti in tutte le gare tranne una (in cui si classifica sedicesimo) e chiude al decimo posto in classifica. Nel 2023 al confermato Kevin Zannoni viene affiancato Kevin Manfredi. Entrambi i piloti ottengono due piazzamenti a podio con Zannoni che, in occasione del Gran Premio d'Austria, fa siglare la sua prima pole position nel contesto del motomondiale. La stagione si chiude al quarto posto nella classifica a squadre. Nel 2024 viene confermato Manfredi, al suo fianco gareggia Massimo Roccoli. L'annata si conclude all'ottavo posto in classifica a squadre.